# استكشاف أمريكا الشمالية
لقد مثَّل استكشاف أمريكا الشمالية على يد الوافدين إليها من غير سكانها الأصليين جهدًا متواصلاً لوضع خريطة لقارة أمريكا الشمالية واستكشافها. وقد استمر هذا العمل عدة قرون، وتضمن جهود العديد من الناس والحملات الاستكشافية التي انطلقت من العديد من الدول الأجنبية بهدف وضع خريطة لتلك القارة. وتلا ذلك الاستعمار الأوروبي للأمريكتين.

## الاستكشافات قبل كولومبوس
ورد في قصص أهل آيسلندا إلى أن البحارة النورديين (الذين يُطلَق عليهم عادةً اسم الفايكينج) الذين وفدوا من آيسلندا كانوا أول مَن هبط على أرض جرينلاند في الثمانينيات من القرن العاشر الميلادي. فاستكشف إريك الأحمر جنوب غرب جرينلاند واستقر فيها. وقد أطلق عليها هذا الاسم لجذب المستوطنين الآيسلنديين المحتملين إليها. وأخيرًا، أُقيمت المستوطنات الشرقية والغربية فيها، والتي هجرها سكانها نحو عام 1350.
ويُعَد لانس دي ميدو - وهو موقع أثري يقع في أقصى شمال جزيرة نيوفاوندلاند - الموقع الوحيد المعروف للقرى النوردية في أمريكا الشمالية خارج جرينلاند. ويشتهر هذا الموقع بالصلات التي من المحتمل أن تكون قد ربطت بينه وبين مستعمرة فينلاند التي أسسها ليف إريكسون نحو عام 1003.

## عصر الاستكشاف والبحث عن الممر الشمالي الغربي
لم تشتهر رحلات الفايكينج في العالم القديم، وظل الأوروبيون يجهلون وجود الأمريكتين حتى عام 1492. وانطلق عدد من الرحلات الاستكشافية من الدول الأوروبية بحثًا عن ممر شمالي غربي يصلها بشرق آسيا (أو «جزر الهند» كما كان يُطلَق عليها) بهدف إقامة طريق تجاري إلى الصين أقصر من طريق الحرير، وهو الطريق التجاري الذي صارت الحاجة إليه ماسة، لكن أحواله ساءت بسقوط القسطنطينية. إضافة إلى ذلك، احتاج تاج قشتالة إلى بديل لطريق التجارة البحرية الشرقي حول إفريقيا وصولاً إلى الهند وشرق آسيا، والذي تحكم فيه البرتغاليون.
وفي يوم 3 أغسطس عام 1492، أبحر كريستوفر كولومبوس من المملكتين اللتين ضمهما الملكان الكاثولوكيان إلى حكمهما، وهما قشتالة وأراغون، اللتان تقعان الآن في إسبانيا. وكان ذلك بتمويل من الملكة إيزابيلا الأولى. وسرعان ما انتشرت أخبار خطاب كولومبوس عن رحلته الأولى، الذي تحدث فيه عن استكشافه جزر الباهاما، وكوبا، وهيسبانيولا في جميع أرجاء أوروبا. أعاد كولومبوس استكشاف الكثير من جزر الأنتيل الصغرى في رحلته الثانية، ثم اكتشف ترينيداد وتوباغو في رحلته الثالثة أثناء مروره بساحل أمريكا الجنوبية الشمالي. أما رحلته الرابعة، فقضاها كولومبوس في مسح ساحل أمريكا الوسطى بحثًا عن مضيق يصل إلى المحيط الهادئ. وبذلك، تكون رحلات كريستوفر كولومبوس قد فتحت أبواب العالم الجديد.
هذا ويُنسَب الفضل إلى المستكشف والرحّالة الإيطالي، جيوفاني كابوت (الشهير باسم جون كابوت)، في اكتشاف أمريكا الشمالية القارية. وكان ذلك يوم 24 يونيو عام 1497. وبالرغم من أنه لا يزال الجدل قائمًا بشأن موقع استكشافه على وجه التحديد، تشير التقارير الرسمية لحكومتي كندا والمملكة المتحدة إلى أنه قد هبط على جزيرة نيوفاوندلاند.
سرعان ما أدرك الناس أن كولومبوس لم يصل إلى آسيا، وإنما عثر على ما أسماه الأوروبيون العالم الجديد، والذي أُطلِق عليه في عام 1507 اسم «أمريكا»؛ ربما نسبةً إلى أمريكو فسبوتشي. وظهر ذلك الاسم على خريطة فالدسيمولير للمرة الأولى.

## الاستكشافات البحرية الأخرى
أرسل ملك أراغون، فرناندو الثاني، خوان بونثي دي ليون من المستعمرة الناشئة في هيسبانيولا للتحقق من صحة شائعات الأرض غير المُكتشَفة في الشمال الغربي. وفي يوم 2 أبريل عام 1513، نزل بونثي دي ليون على الساحل الشمالي الشرقي لما أسماه فلوريدا. وثمة جدل حول الموقع الذي نزل فيه بونثي دي ليون على وجه التحديد، لكن المؤرخين رجحوا أن يكون سانت أوغسطين، أو خليج بونثي دي ليون، أو ملبورن بيتش. وقد واجه في رحلته تيار الخليج الدافئ، وعثر على طريق يمر عبر سلسلة جزر فلوريدا كيز وصولاً إلى شاطئ خليج فلوريدا الموجود في خليج المكسيك. ومرة أخرى، الموقع الذي وصل إليه بالتحديد ليس مؤكدًا.
وفي يوم 25 سبتمبر عام 1512، كان الكونكيستدور (الفاتح) الإسباني، فاسكو نونييث دي بالبوا، أول أوروبي تقع عيناه على المحيط الهادئ بمجرد عبوره برزخ بنما. وقد ادعى أحقية المملكة الإسبانية في كل هذه الأراضي، ليبدأ بعد ذلك استعمار إقليم لاس كاليفورنياس.
وفي عام 1524، أبحر المستكشف الإيطالي جيوفاني دي فيرازانو لصالح ملك فرنسا فرانسوا الأول، واشتهر بكونه أول أوروبي - بعد النورديين - يستكشف الساحل الأطلنطي لأمريكا الشمالية. وبوصوله قرب دلتا نهر كيب ريفر، استكشف الخطوط الساحلية لما يُعرَف الآن بولايتي كارولينا الجنوبية وكارولينا الشمالية، ودخل في أثناء ذلك إلى بحيرة بامليكو ساوند الساحلية، متجاوزًا مداخل خليج تشيزبيك. واعتقادًا منه بأن ميناء نيويورك عبارة عن بحيرة، أبحر متجاوزًا جزيرة لونج آيلاند، ليستكشف خليج ناراجانسيت ونيوفاوندلاند.

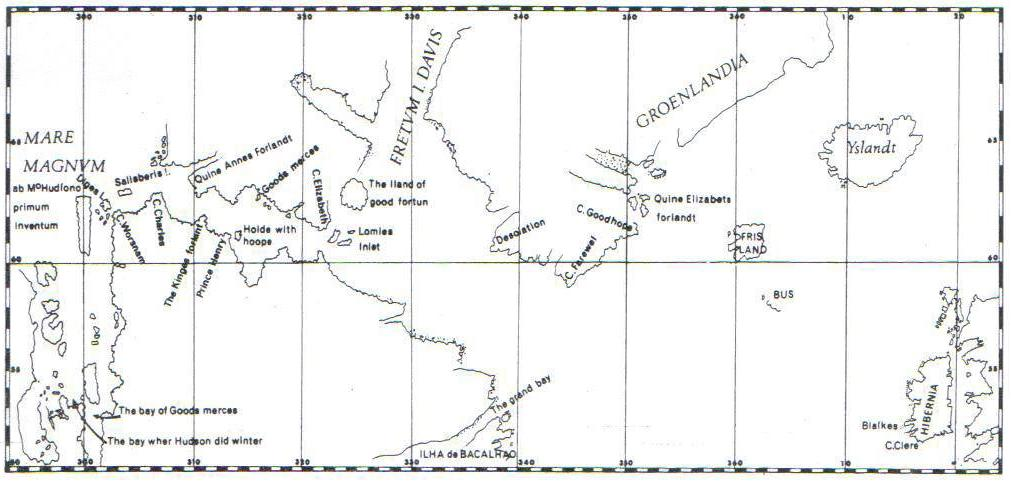
خريطة رحلات هدسون إلى أمريكا الشمالية

بعد محاولتين بائتا بالفشل للوصول إلى شرق آسيا عن طريق الإبحار حول سيبيريا، أبحر هنري هدسون غربًا في عام 1609 بتكليف من شركة الهند الشرقية الهولندية. مرَّ هدسون، كذلك، برأس كود، وخليج تشيزبيك، وخليج ديلاوير، بدلاً من الإبحار في بحر هدسون يوم 11 سبتمبر عام 1609، بحثًا عن رابط مُتخيَّل بالمحيط الهادئ عبر ما كان في الواقع البحيرات العظمى. وفي رحلته الرابعة والأخيرة، اكتشف هدسون مضيق هدسون، وخليج هدسون وخليج جيمس، ووضع خريطة لهذه المناطق.
من الاستكشافات البحرية الأخرى المهمة ما أجراه جيمس كوك، وجورج فانكوفر، وتشارلز ويلكس.

## الاستكشاف البري للغرب
عمد العديد من المستكشفين والكونكيستدورين الإسبان إلى استكشاف منطقة الجنوب الغربي.

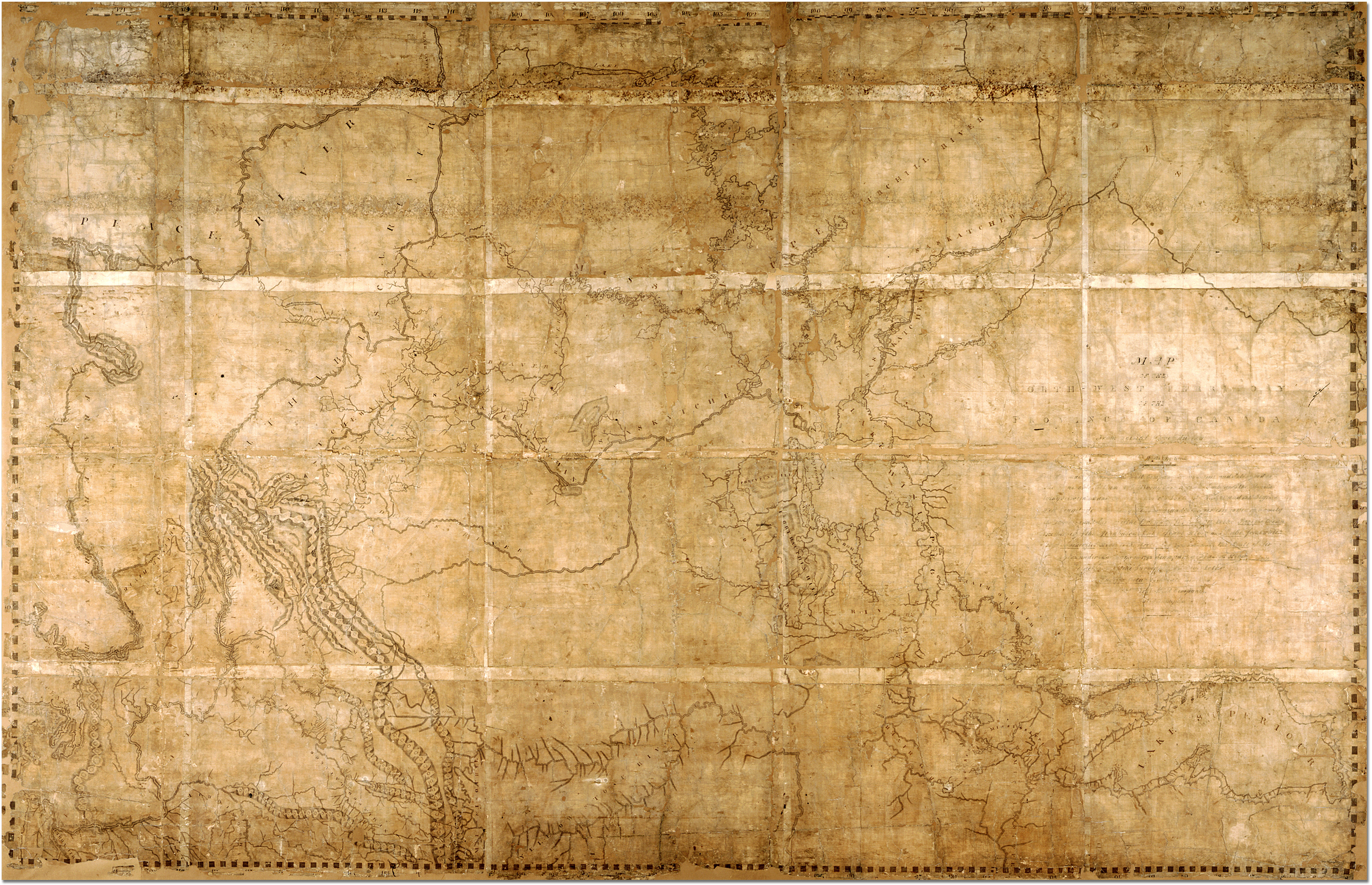
خريطة الأراضي الجنوبية الغربية لإقليم كندا الممتد ما بين نهر فريزر في الغرب وبحيرة سوبريور في الشرق. وضعها دافيد تومسون في عام 1814.

كانت أهم دوافع استكشاف الأوروبيين لغرب كندا هي تجارة الفراء، والبحث عن الممر الشمالي الغربي المُحيّر. وقد تميز مستكشف شركة خليج هدسون، هنري كيلسي، بكونه أول أوروبي يرى السهول الكبرى الشمالية في عام 1690. أما أنطوني هينداي، فكان أول مَن رأى جبال روكي في عام 1754، والغريب أنه لم يذكر ذلك في مذكراته. ومن موقعه الجغرافي في أقصى الغرب (بالقرب من مدينة أولدس بمنطقة ألبيرتا، التي تقع في منتصف الطريق بين كالغاري ورد دير بألبيرتا)، من المفترض أن جبال روكي كانت واضحة للعيان تمامًا، لكنه حاول على الأرجح إنكار الحقيقة المخيبة للآمال بوجود سلسلة غير معلومة من الجبال المنيعة تقف حائلاً بين شركة خليج هدسون والمحيط الهادئ. عثر، أيضًا، صامويل هيرن على نهر كوبرماين في الفترة ما بين عام 1769 و1771 أثناء بحثه عن رواسب خام النحاس، وهو البحث الذي باء بالفشل. وبعد التأثر الشديد بهذه العقبات، أوقفت شركة خليج هدسون نشاطها الاستكشافي. على الجانب الآخر، اتبعت شركة الشمال الغربي أسلوبًا في العمل تطلب استكشافًا دائمًا للمناطق غير المُستغَلة. ومن ثمَّ، اكتشف |ألكسندر ماكنزي نهر ماكنزي، تحت رعاية شركة الشمال الغربي، في عام 1789. وكان كذلك أول أوروبي يصل إلى المحيط الهادئ برًا عبر نهر بيلا كولا في عام 1793. وصل، أيضًا، سيمون فريزر إلى المحيط الهادئ في عام 1808 عبر نهر فريزر. قطع دافيد تومسون الذي اشتهر بكونه أفضل عالم جغرافي شهده التاريخ، ما يزيد عن 90000 كيلومتر في أسفاره طوال حياته. وفي عامي 1811/1812، تبع تومسون نهر كولومبيا ليصل إلى المحيط الهادئ. وفي عام 1814، استخدم ما أجراه من ملاحظات وقياسات لوضع مسودة لأول خريطة أوروبية لغرب كندا، والتي غطت مساحة 3.9 ملايين كيلومتر مكعب.
وكان لويس وكلارك أول أمريكيين يخوضان الأراضي الجديدة التي حصلت عليها أمريكا بفضل شراء لويزيانا، بأمر من الرئيس توماس جيفرسون. واكتشف هذان المستكشفان العديد من المعالم الجغرافية الجديدة، وقبائل الهنود الحمر، وأنواع الحيوانات والنباتات الجديدة. وقد كان جون كولتر أحد أعضاء تلك الرحلة الاستكشافية، وعمل بعد ذلك مرشدًا للآخرين في «الغرب القديم»، وأجرى بعض الاستكشافات الخاصة به أيضًا.
قاد جون فيرمونت الكثير من الاستكشافات المهمة في السهول الكبرى، والحوض العظيم، ومنطقة أوريجون وألتا كاليفورنيا المكسيكية.
أما جوزيف ريدفورد واكر، فقد كان واحدًا من أبرز المستكشفين. ووضع خرائط العديد من الطرق الجديدة في الغرب، التي استغلها المهاجرون آنذاك للوصول إلى المناطق التي استوطنوها في المجتمعات والمدن الغربية. وفي عام 1833، اكتشف فريقه الاستكشافي طريقًا على امتداد نهر هامبولدت يمر عبر ما يُعرَف الآن بولاية نيفادا، صعودًا بسلسلة جبال سييرا نيفادا، على امتداد نهر كارسون، ثم هبوطًا عبر مصارف نهر ستانسلوس وصولاً إلى مونتيري. أما طريق عودة ذلك المستكشف عبر جبال سييرا الجنوبية، فاتبع فيه ممر واكر، الذي سُمي بهذا الاسم نسبة إلى جون تشارلز فيرمونت. عُرِف، بعد ذلك، الوصول إلى جبال سييرا عبر طريق نهر كارسون باسم سبيل كاليفورنيا، وهو الطريق الرئيسي الذي سلكه المهاجرون إلى حقول الذهب أثناء فترة حمى الذهب في كاليفورنيا.
ومع زيادة السكان الأمريكيين في الغرب، بدأت الحكومة الأمريكية عددًا من حملات الاستكشاف الرسمية المتواصلة بواسطة سلاح المهندسين الطوبوغرافيين في الجيش الأمريكي. وكان من أهم الضباط والمستكشفين في هذا السلاح جورج وييلر. وفي عام 1872، صدَّق الكونغرس الأمريكي على خطة طموحة لوضع خريطة للجزء الواقع في غرب الولايات المتحدة عند خط طول 100 بمقياس 8 أميال للبوصة. وأوجبت هذه الخطة ما عُرِف بمسح وييلر الذي استمر حتى عام 1879، وهو العام الذي توقف فيه أيضًا مسحا كلارنس كينغ وجون ويسلي باول، وأُعيد تنظيم عملهما ليصير الماسح الجيولوجي للولايات المتحدة.

## معرض الصور

“خرائط
خريطة Universalis Cosmographia، أو ما يُعرَف بخريطة فالدسيمولير التي يرجع تاريخ رسمها إلى عام 1507. وتعرض هذه الخريطة الأمريكتين وإفريقيا وأوروبا وآسيا والمحيط الهادئ الذي يفصل بين آسيا والأمريكتين.
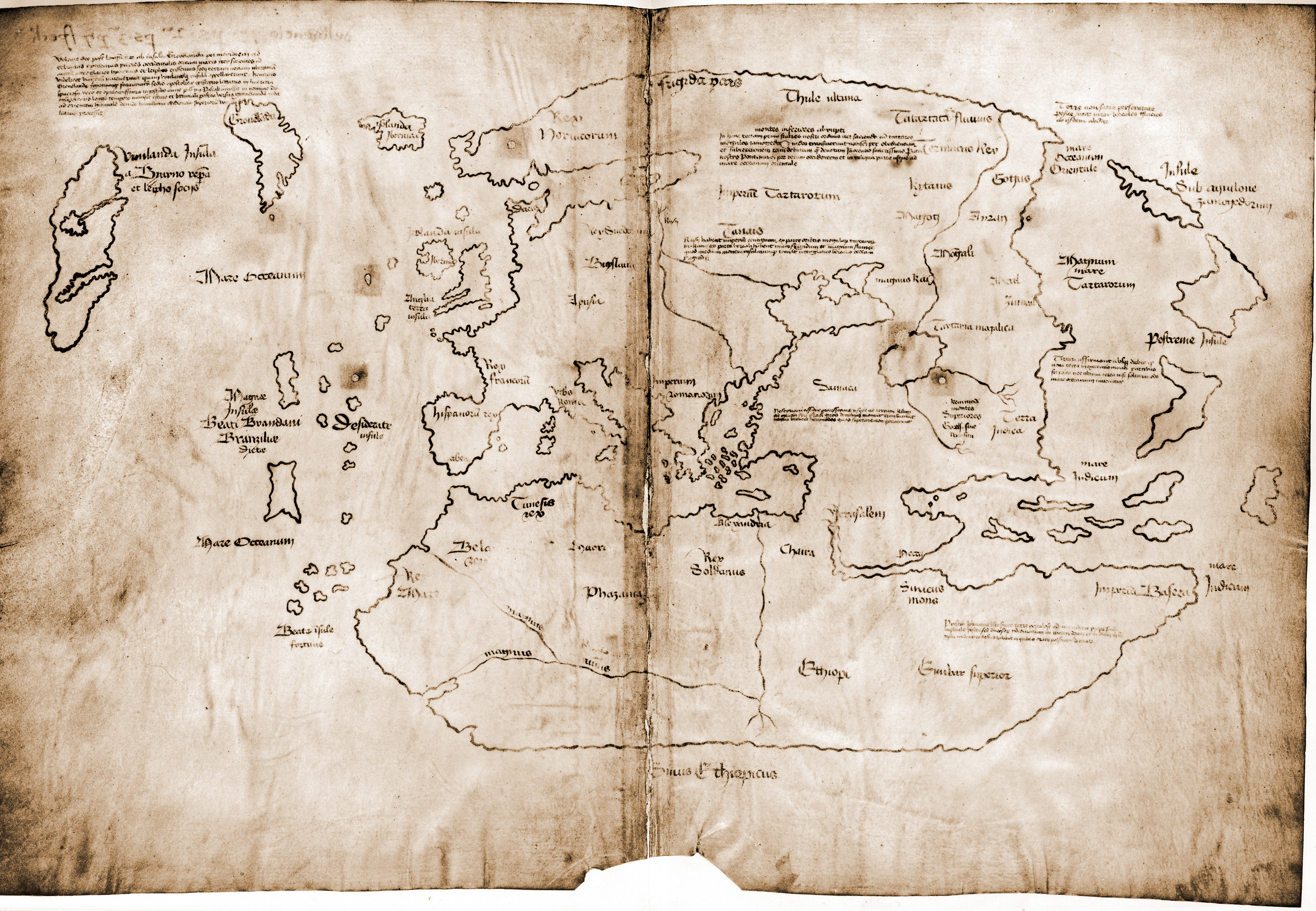
خريطة فينلاند التي ظهرت في عام 1965، واُدعي - رغم التشكيك الكبير في ذلك - أنها خريطة ترجع إلى القرن الخامس عشر وتوضح المستعمرة النوردية، فينلاند.

### نظرات تاريخية عامة
- عصر الاستكشاف
- رُسّام الخرائط البرازون في عصر الاستكشاف
- طريق تاريخي وطني
- الأمريكتان (اصطلاح)
- الاستعمار الأوروبي للأمريكتين

### عصور، ومستكشفون ومناطق وجهود خاصة
- الغرب القديم + رجال الجبال
- أمريكو فسبوتشي، ومارتن فالدسيمولير + ماتياس رينجمان: مبتكرو مصطلح أمريكا

## وصلات خارجية
- National Parks Services links and materials on explorers of North America